# Beila (prefeitura)
Beila (em francês: Beyla) é uma prefeitura guineana situada na região de Zerecoré. Possui área de 12 620 quilômetros quadrados e tinha, em 2014, 326 082 habitantes.

## Sub-prefeituras
A prefeitura é dividida administrativamente em 14 subprefeituras:
1. Beila
2. Boola
3. Diara-Guerela
4. Diassodou
5. Fouala
6. Gbakedou
7. Gbessoba
8. Karala
9. Koumandou
10. Moussadou
11. Nionsomoridou
12. Samana
13. Sinko
14. Sokourala